# Wahlen in Haiti 1957
Die Wahlen in Haiti 1957 fanden am 22. September 1957 statt. Die Wahl eines Präsidenten wurde gleichzeitig mit der Wahl des nur noch aus einer Kammer bestehenden Parlaments durchgeführt.

## Hintergrund
Als Präsidenten des Obersten Gerichts Haitis (Cour Suprême) wurde Joseph Nemours Pierre-Louis nach der Flucht von Paul Eugène Magloire am 12. Dezember 1956 aufgrund der Verfassung amtierender Präsident des Landes. Er kündigte unmittelbar die Abhaltung von Wahlen im Jahr 1957 an und ordnete die Freilassung des früheren Präsidentschaftskandidaten und wohlhabenden Plantagenbesitzers Louis Déjoie sowie anderer politischer Gefangener an.
Am 7. Februar 1957 folgte Nemours Pierre-Louis der vom Parlament als kommissarischer Präsident gewählte Franck Sylvain. Sylvain setzte sich dabei gegen Louis Déjoie sowie den als Revolutionär betrachteten Daniel Fignolé durch. Das Präsidentenamt hatte er jedoch nur 56 Tage bis zu seiner Absetzung durch General Léon Cantave inne.
Cantave wurde am 1. April 1957 erstmals Präsident von Haiti. Fünf Tage später übergab er die Macht am 6. April 1957 an einen dreizehnköpfigen Regierungsexekutivrat. Sechs Wochen später übernahm er am 20. Mai 1957 allerdings wiederum selbst das Amt des Präsidenten, nachdem der Regierungsrat beabsichtigte, ihn und Oberst Pierre Armand, den damaligen Polizeipräsidenten von Port-au-Prince, ihrer Posten zu entheben. Wiederum fünf Tage später übergab er das Präsidentenamt am 25. Mai 1957 an Daniel Fignolé.
Fignolé wurde bereits nach drei Wochen am 14. Juni 1957 nach einem blutigen Putsch durch General Antonio Thrasybule Kebreau abgelöst. Kebreau wurde am 14. Juni 1957 Vorsitzender des Militärischen Regierungsrates (Conseil Militaire du Gouvernement) und damit zugleich Präsident von Haiti.
Haiti hatte somit in weniger als einem Jahr fünf Präsidenten.
Das Parlament wurde in dieser Zeit auf eine Kammer, die Abgeordnetenkammer reduziert und der Senat abgeschafft. Die Anzahl der Abgeordneten wurde dabei der der früheren Senatoren (37) angepasst.

## Präsidentschaftswahl
Von einer Gesamtwählerschaft, die aus 3.750.000 Personen bestand, nahmen 940.445 Wähler teil. Die Wahlbeteiligung lag damit bei 25 Prozent. Die Teilnahme an der Wahl wurde durch den kurz geschnittenen Nagel des keinen Fingers der linken Hand dokumentiert.
Die Präsidentschaftswahl des Jahres 1957 wird als eine der wenigen fairen Wahlen eines Staatsoberhaupts Haitis bezeichnet. Gleichwohl wurde das Wahlergebnis vom Militär zugunsten Duvaliers manipuliert.
Louis Déjoie trat mit der Parti Agricole et Industriel National (PAIN) an, Clement Jumelle mit der Parti National (PN) und François Duvalier mit der Parti de l'Unité nationale (PUN).
Folgendes Ergebnis wurde veröffentlicht:
- François Duvalier 680.509 Stimmen (72,4 Prozent),
- Louis Déjoie 249.956 Stimmen (26,6 Prozent) und
- Clement Jumelle 9.980 Stimmen (1,1 Prozent).[11]

## Parlamentswahl
Im Senat erreichte Duvaliers Parti de l'Unité nationale 35 Sitze (94,6 Prozent), während Déjoies Parti Agricole et Industriel National 2 Sitze (5,4 Prozent) erobern konnten.

## Folgen
François Duvalier und ab 1971 sein Sohn Jean-Claude Duvalier konnten sich nach der Wahl von 1957 bis zum Jahr 1986 autokratisch im Amt halten.